# Предолимпийский турнир КОНМЕБОЛ
Предолимпийский турнир КОНМЕБОЛ (исп. CONMEBOL Preolímpico) — международный футбольный турнир в Южной Америке, организуемый КОНМЕБОЛ, в котором определяются представители континента в олимпийском футбольном турнире.
В первом розыгрыше 1960 года кроме представителей Южной Америки в турнире участвовали и североамериканские сборные. До 1984 года к участию в турнире допускались только юниоры и любители. В 1987 году к участию допускались любые игроки, не игравшие за свои сборные в рамках чемпионата мира. Начиная с 1992 года турнир проводится среди футболистов до 23 лет.
Проведение турнира было прервано после 2004 года, когда было принято решение определять участников Олимпийских игр по итогам молодёжного чемпионата Южной Америки. В 2020 году предолимпийский турнир вновь был восстановлен.

## Формат
Турнир состоит из двух групповых стадий. На первом этапе 10 сборных разбиваются на две группы по пять команд и проводят друг с другом по одному матчу. Две лучшие команды из каждой группы выходят в финальный этап, где формируют финальную группу. Четыре команды играют по одному матчу друг против друга и выявляют двух участников олимпийского турнира.

## Результаты
| №  | Год  | Принимающая страна | Итоговые места | Итоговые места | Итоговые места | Итоговые места | Кол-во команд |
| №  | Год  | Принимающая страна | Чемпион        | 2-е место      | 3-е место      | 4-е место      | Кол-во команд |
| -- | ---- | ------------------ | -------------- | -------------- | -------------- | -------------- | ------------- |
| 1  | 1960 | Перу               | Чили           | Перу           | Бразилия       | Мексика        | 10            |
| 2  | 1964 | Перу               | Аргентина      | Бразилия       | Перу           | Колумбия       | 7             |
| 3  | 1968 | Колумбия           | Бразилия       | Колумбия       | Уругвай        | Парагвай       | 8             |
| 4  | 1971 | Колумбия           | Бразилия       | Колумбия       | Аргентина      | Перу           | 10            |
| 5  | 1976 | Бразилия           | Бразилия       | Уругвай        | Аргентина      | Колумбия       | 6             |
| 6  | 1980 | Колумбия           | Аргентина      | Колумбия       | Перу           | Венесуэла      | 7             |
| 7  | 1984 | Эквадор            | Бразилия       | Чили           | Парагвай       | Эквадор        | 6             |
| 8  | 1987 | Боливия            | Бразилия       | Аргентина      | Боливия        | Колумбия       | 10            |
| 9  | 1992 | Парагвай           | Парагвай       | Колумбия       | Уругвай        | Эквадор        | 10            |
| 10 | 1996 | Аргентина          | Бразилия       | Аргентина      | Уругвай        | Венесуэла      | 10            |
| 11 | 2000 | Бразилия           | Бразилия       | Чили           | Аргентина      | Уругвай        | 10            |
| 12 | 2004 | Чили               | Аргентина      | Парагвай       | Бразилия       | Чили           | 10            |
| 13 | 2020 | Колумбия           | Аргентина      | Бразилия       | Уругвай        | Колумбия       | 10            |
| 14 | 2024 | Венесуэла          | Парагвай       | Аргентина      | Бразилия       | Венесуэла      | 10            |

## Статистика выступлений
| Команда   | 1-е место                                    | 2-е место                  |
| --------- | -------------------------------------------- | -------------------------- |
| Бразилия  | 7 (1968, 1971, 1976, 1984, 1987, 1996, 2000) | 2 (1964, 2020)             |
| Аргентина | 5 (1960, 1964, 1980, 2004, 2020)             | 3 (1987, 1996, 2024)       |
| Парагвай  | 2 (1992, 2024)                               | 1 (2004)                   |
| Колумбия  |                                              | 4 (1968, 1971, 1980, 1992) |
| Чили      |                                              | 2 (1984, 2000)             |
| Уругвай   |                                              | 1 (1976)                   |
| Перу      |                                              | 1 (1960)                   |